# Mike Smith (jégkorongozó)
Mike Smith (Ontario, Kingston, 1982. március 22. –) kanadai olimpiai és világbajnok jégkorongozó kapus. Az NHL-es debütáló mérkőzésén 2006. október 21-én a Phoenix Coyotes ellen mind a 22 kapura tartó lövést kivédte így pályafutása első shutoutját érte el.

## Pályafutása
A komolyabb pályafutását az OHL-ben szereplő Kingston Frontenacs-ben kezdte mely a szülővárosának a csapata. Ebben a szezonban 15 mérkőzésen lépett pályára és a későbbi NHL kapus Andrew Raycroft cseréje volt. A 2000–2001-es szezonban már 43 mérkőzést játszott a Sudbury Wolves csapatában, ahol 2.52 KG/M és 91,3%-os védési hatékonysága volt. A rájátszás második köréig jutottak. A 2001-es NHL-drafton a Dallas Stars választotta ki az ötödik kör 161. helyén. Ekkor még mindig az OHL-ben kellett játszania ahol megint bejutottak a rájátszásba de 4-1-es összesítéssel öt mérkőzésen kikaptak a Barrie Colts-tól. Ezek után már a felnőtt ligákban szerepelhetett, ahol az ECHL-es Lexington Man O' War (Itt ütött egy gólt!) és az AHL-es Utah Grizzlies között keringett. Utahban csak 11 meccsen lépett pályára mert Jason Bacashihua és Corey Hirsch tartaléka volt. A 2003–2004-es szezonban a Utah újabb kapust hozott Dan Ellis személyében, így Smith a 2004–2005-ös szezonban elment a Houston Aeros-ba ahol már egyenlő játékszámmal osztozott a kapun Josh Hardinggal. A 2005–2006-os szezont már az Iowa Stars-nál kezdte. A kapun Dan Ellisszel osztozott és végül ő lett az elsőszámú kapus. A rájátszásba az utolsó helyen besurrantak és az első körben hét mérkőzésen a Milwaukee Admirals kiverte őket. Smith mind a hét mérkőzést végig védte. 2006 nyarán meg kellett műteni a vállát majd gyorsabban felépült a vártnál és a Dallas edzőtáborában Marty Turco cseréje lett a szezonra. 2007. január 4-én egy 160 km/h-val meglőtt korong fejbe találta és enyhe agyrázkódása lett, ami miatt néhány hetet ki kellett hagynia. Ezután visszatérve két mérkőzést megnyert, majd február 10-én az Anaheim Ducks ellen 32 lövést védve újabb shutoutot ért el. Ekkor két évre szóló 950 000 dolláros szerződést írt alá a Dallasszal. 2007. június 14-én beválasztották az NHL All-Rookie Csapatba.
2008. február 26-án a Dallas Stars őt, Jussi Jokinent, Jeff Halpernt és egy 2009-es negyedik körös draftjogot elcserélt a Tampa Bay Lightninggal Brad Richardsért és Johan Holmqvistért. A Tampa a 2007–2008-as szezonban a vártnál gyengébben játszott és Smith 13 mérkőzésből csak hármat tudott megnyerni. 2008. március 15-én a New York Rangers 3–0-ra legyőzték és így Smith lett mindössze a harmadik kapus az NHL történetében és az elmúlt 79 évben először, aki egy szezonban két különböző csapatban is shutoutot csinál. 2008–2009-ben 41 mérkőzésen lépett jégre egy agyrázkódás miatt és mindössze 14-szer hagyhatta el győztesen a küzdőteret. A következő szezonban a Tampa bay Lightning ismét gyengén szerepelt és Smith 42 mérkőzésből csak 13 nyert meg és csak kettő SO-ja volt. 2011. február 2-án a Tampa Bay vezetősége szabadlistára tette és az AHL-es Norfolk Admirals el is vitte. Ebben a csapatban csak 5 mérkőzést játszott és csak 1-et tudott megnyerni. Ám a szezon végén visszaszerezték és Dwayne Roloson cseréje lett. A rájátszásban a Tampa Bay egészen a keleti konferencia döntőig menetelt, ahol a Boston Bruins verte meg őket. Ebben a rájátszásban 3 mérkőzésen játszott.
2011. július 1-jén a Phoenix Coyotes kétéves szerződést kínált neki 2 millió dollár értékben. A Coyotesban első számú kapus lett és élete szezonját játszotta 38 győzelemmel. 2012. április 3-án a Columbus Blue Jackets elleni 2–0-ra megnyert mérkőzésen új NHL-rekordot állított fel, mint a legtöbb védett lövés egy shutout mérkőzésen. A rájátszásban nagyszerű játékkal egészen a konferencia döntőig meneteltek, ahol végül a Los Angeles Kings állította meg őket 4–1-es összesítéssel.

## Statisztika

### Klubcsapat
| 1998–1999       | Kingston Voyageurs   | OPJHL           | 16  | —   | —   | —  | —  | 906    | 53  | 0  | 3.51 | —    | —  | —  | — | —     | —  | — | —    | —    |
| 1999–2000       | Kingston Voyageurs   | OPJHL           | 3   | —   | —   | —  | —  | —      | —   | —  | —    | —    | —  | —  | — | —     | —  | — | —    | —    |
| 1999–2000       | Kingston Frontenacs  | OHL             | 15  | 4   | 4   | 7  | 1  | 666    | 42  | 0  | 3.78 | .894 | —  | —  | — | —     | —  | — | —    | —    |
| 2000–2001       | Kingston Frontenacs  | OHL             | 3   | 0   | 0   | 3  | 0  | 137    | 8   | 0  | 3.51 | .896 | —  | —  | — | —     | —  | — | —    | —    |
| 2000–2001       | Sudbury Wolves       | OHL             | 43  | 22  | 10  | 11 | 3  | 2,572  | 108 | 3  | 2.52 | .920 | 12 | 7  | 5 | 735   | 26 | 2 | 2.12 | .921 |
| 2001–2002       | Sudbury Wolves       | OHL             | 53  | 19  | 24  | 10 | 4  | 3,083  | 157 | 3  | 3.06 | .921 | 5  | 1  | 4 | 303   | 15 | 0 | 2.97 | .924 |
| 2002–2003       | Lexington Men O' War | ECHL            | 27  | 11  | 10  | 4  | —  | 1,553  | 66  | 1  | 2.55 | .910 | 2  | 0  | 1 | 93    | 8  | 0 | 5.14 | .822 |
| 2002–2003       | Utah Grizzlies       | AHL             | 11  | 5   | 5   | 0  | —  | 614    | 33  | 0  | 3.23 | .906 | —  | —  | — | —     | —  | — | —    | —    |
| 2003–2004       | Utah Grizzlies       | AHL             | 21  | 8   | 11  | 0  | —  | 1,186  | 56  | 2  | 2.83 | .908 | —  | —  | — | —     | —  | — | —    | —    |
| 2004–2005       | Houston Aeros        | AHL             | 45  | 19  | 17  | 3  | —  | 2,408  | 97  | 5  | 2.42 | .915 | 3  | 1  | 2 | 181   | 4  | 0 | 1.33 | .957 |
| 2005–2006       | Iowa Stars           | AHL             | 50  | 25  | 19  | 6  | —  | 2,998  | 125 | 3  | 2.50 | .917 | 7  | 3  | 4 | 417   | 19 | 0 | 2.74 | .907 |
| 2006–2007       | Dallas Stars         | NHL             | 23  | 12  | 5   | —  | 2  | 1,213  | 45  | 3  | 2.23 | .912 | —  | —  | — | —     | —  | — | —    | —    |
| 2007–2008       | Dallas Stars         | NHL             | 21  | 12  | 9   | —  | 0  | 1,172  | 48  | 2  | 2.46 | .906 | —  | —  | — | —     | —  | — | —    | —    |
| 2007–2008       | Tampa Bay Lightning  | NHL             | 13  | 3   | 10  | —  | 0  | 774    | 36  | 1  | 2.79 | .893 | —  | —  | — | —     | —  | — | —    | —    |
| 2008–2009       | Tampa Bay Lightning  | NHL             | 41  | 14  | 18  | —  | 9  | 2,471  | 108 | 2  | 2.62 | .916 | —  | —  | — | —     | —  | — | —    | —    |
| 2009–2010       | Tampa Bay Lightning  | NHL             | 42  | 13  | 18  | —  | 7  | 2,273  | 117 | 2  | 3.09 | .900 | —  | —  | — | —     | —  | — | —    | —    |
| 2010–2011       | Norfolk Admirals     | AHL             | 5   | 1   | 4   | —  | 0  | 296    | 9   | 1  | 1.83 | .924 | —  | —  | — | —     | —  | — | —    | —    |
| 2010–2011       | Tampa Bay Lightning  | NHL             | 22  | 13  | 6   | —  | 1  | 1,202  | 58  | 1  | 2.90 | .899 | 3  | 1  | 1 | 120   | 2  | 0 | 1.00 | .958 |
| 2011–2012       | Phoenix Coyotes      | NHL             | 67  | 38  | 18  | —  | 10 | 3,903  | 144 | 8  | 2.21 | .930 | 16 | 9  | 7 | 1,027 | 34 | 3 | 1.99 | .944 |
| 2012–2013       | Phoenix Coyotes      | NHL             | 34  | 15  | 12  | —  | 5  | 1,956  | 84  | 5  | 2.58 | .910 | —  | —  | — | —     | —  | — | —    | —    |
| 2013–2014       | Phoenix Coyotes      | NHL             | 62  | 27  | 21  | —  | 10 | 3,610  | 159 | 3  | 2.64 | .915 | —  | —  | — | —     | —  | — | —    | —    |
| 2014–2015       | Arizona Coyotes      | NHL             | 62  | 14  | 42  | —  | 5  | 3,556  | 187 | 0  | 3.16 | .904 | —  | —  | — | —     | —  | — | —    | —    |
| NHL Összesített | NHL Összesített      | NHL Összesített | 387 | 161 | 159 | —  | 49 | 22,130 | 986 | 27 | 2.67 | .912 | 19 | 10 | 8 | 1,147 | 36 | 3 | 1.88 | .945 |

### Válogatott
| Év                  | Csapat              | Esemény             | MSz | JI  | KG | SO | KGÁ  | Gy | V | HV | Vé  | Vé%   |
| ------------------- | ------------------- | ------------------- | --- | --- | -- | -- | ---- | -- | - | -- | --- | ----- |
| 2015                | Kanada              | VB                  | 8   | 480 | 12 | 2  | 1.50 | 8  | 0 | 0  | 160 | 0.932 |
| Felnőtt összesített | Felnőtt összesített | Felnőtt összesített | 8   | 480 | 12 | 2  | 1.50 | 8  | 0 | 0  | 160 | 0.932 |

## Díjai
- NHL All-Rookie Csapat: 2007